# Matelea lesueurii
Matelea lesueurii är en oleanderväxtart som först beskrevs av Standley, och fick sitt nu gällande namn av R. F. Woodson. Matelea lesueurii ingår i släktet Matelea och familjen oleanderväxter. Inga underarter finns listade i Catalogue of Life.